# 凱里尼亞山脈

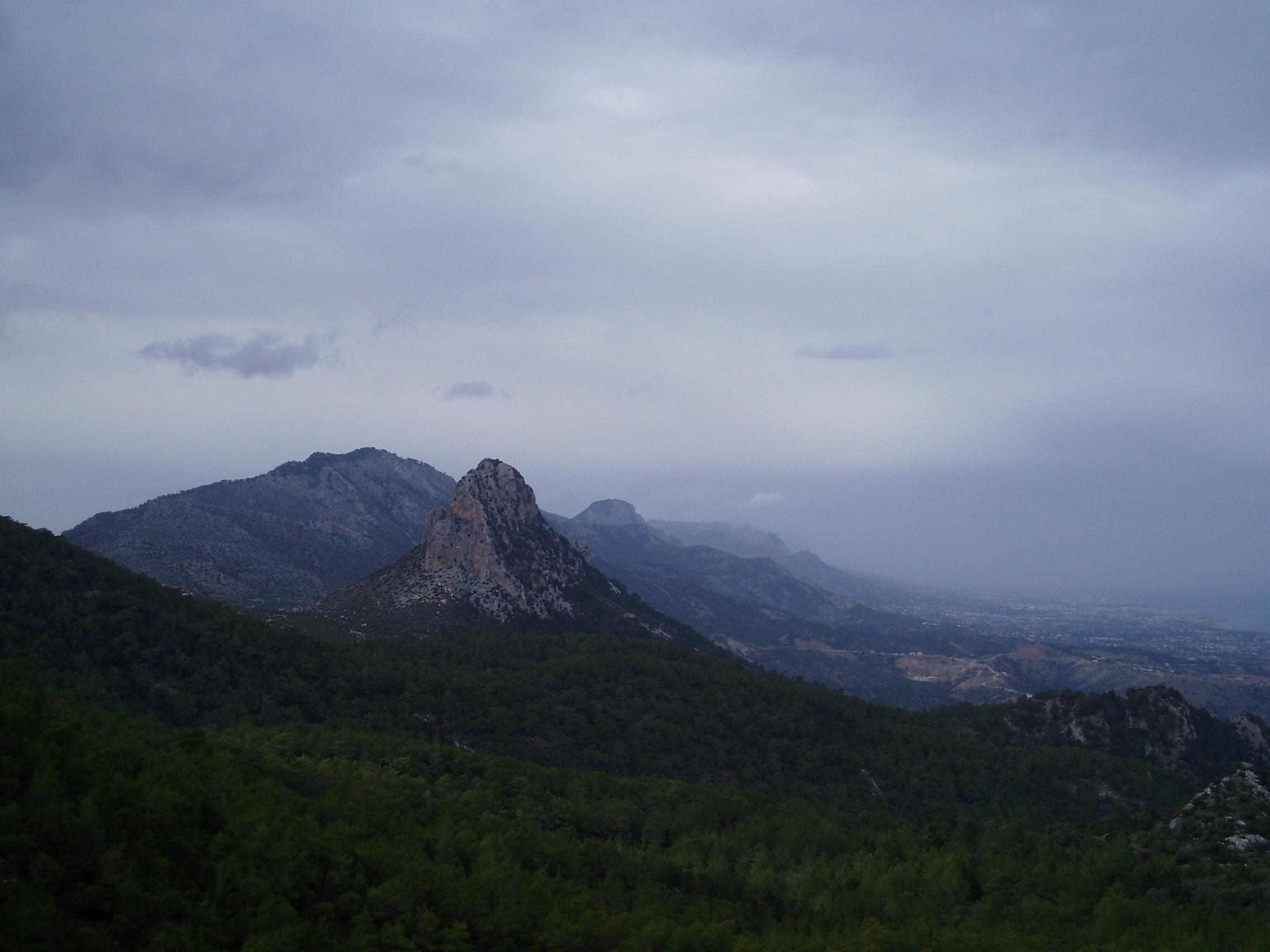

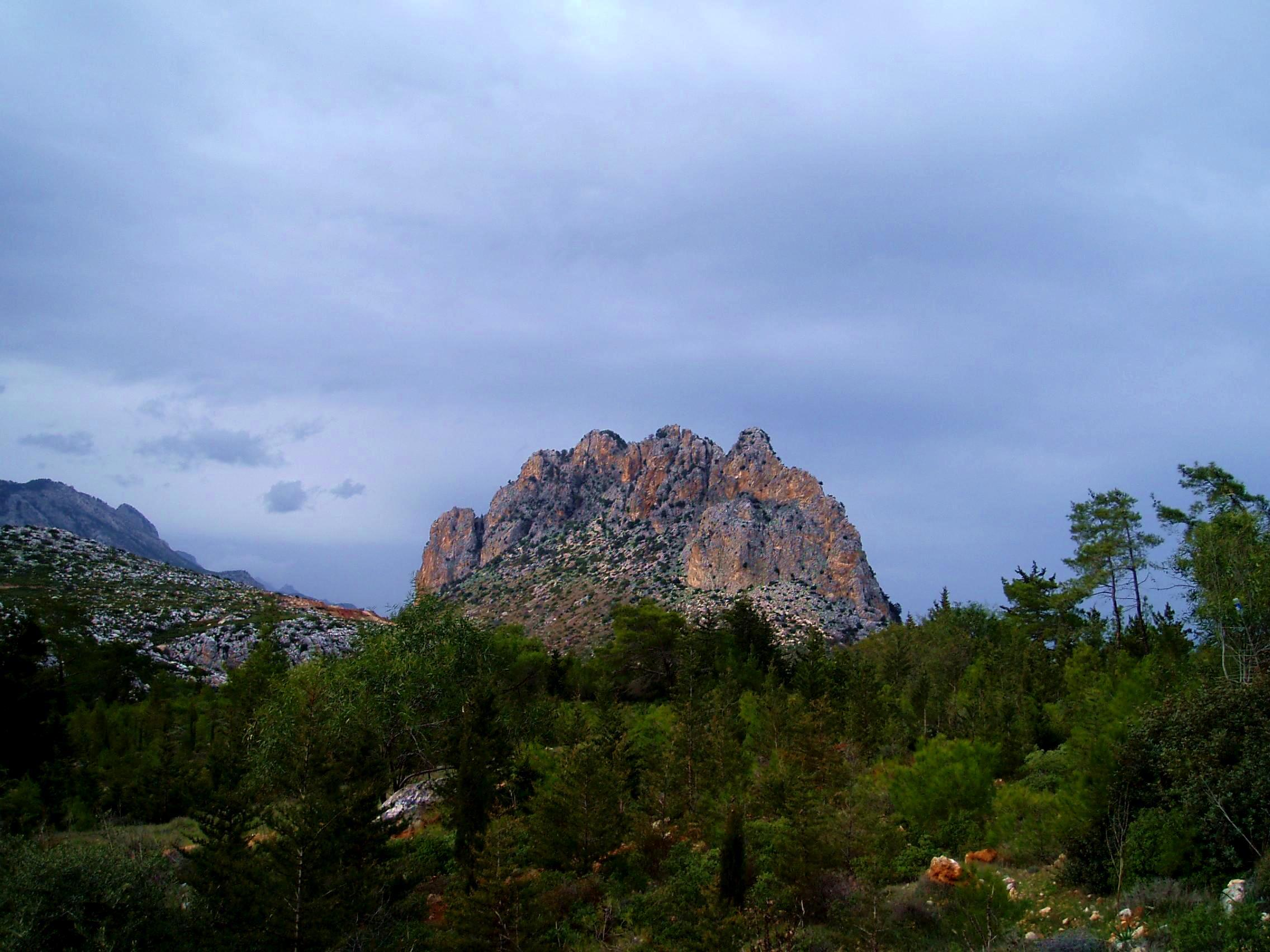

凱里尼亞山脈是塞浦路斯和北塞浦路斯的山脈，位於該國北岸，全長約160公里，最高點塞尔维利峰海拔高度1,024米，由石灰岩和大理石組成的山體在二疊紀至中新世期間形成。

## 外部連結
- Britannica article（页面存档备份，存于）